# Bärwalde (Radeburg)
Bärwalde ist ein Ortsteil von Radeburg in Sachsen, nördlich von Dresden.

## Geschichte

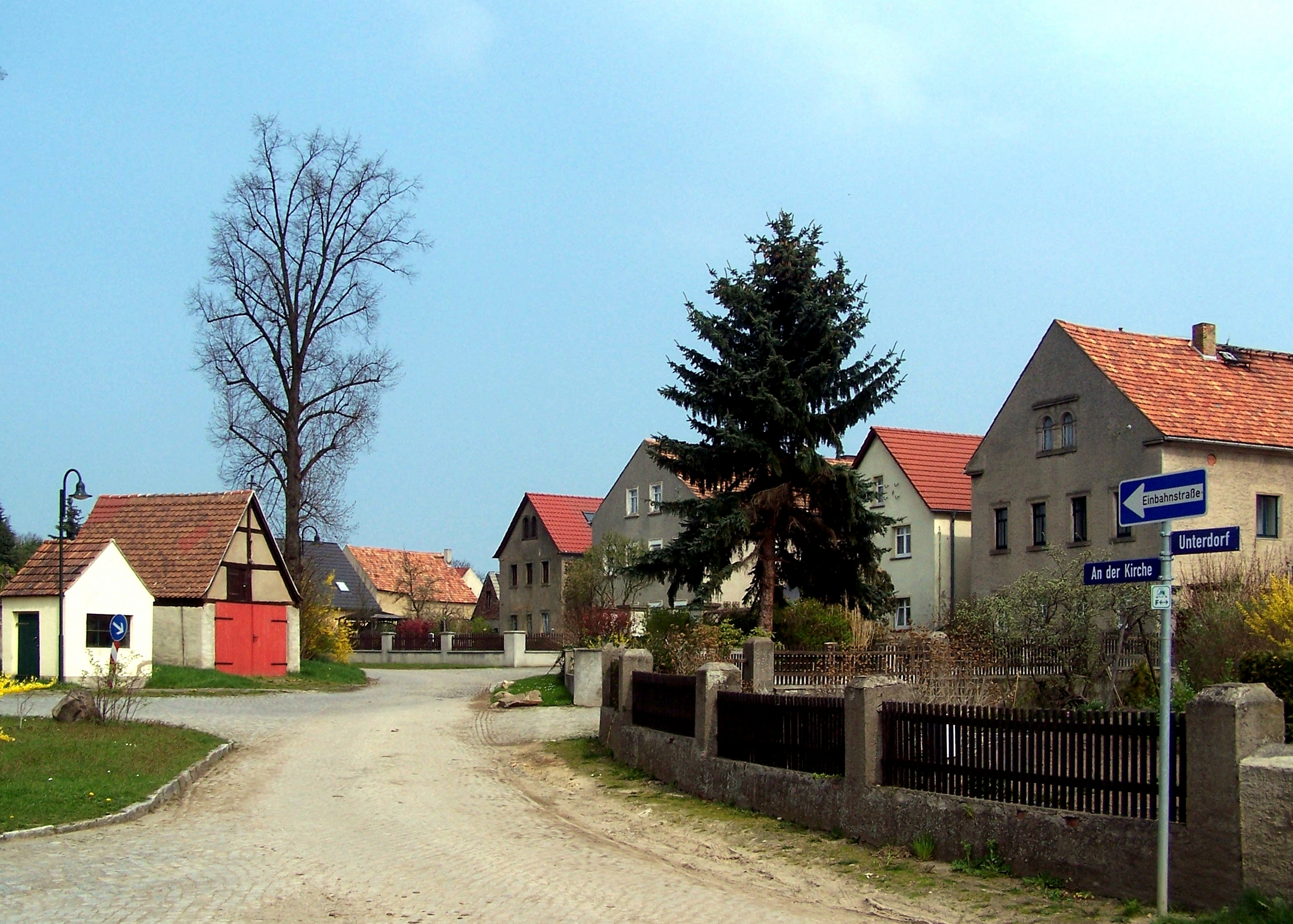
Ortsansicht

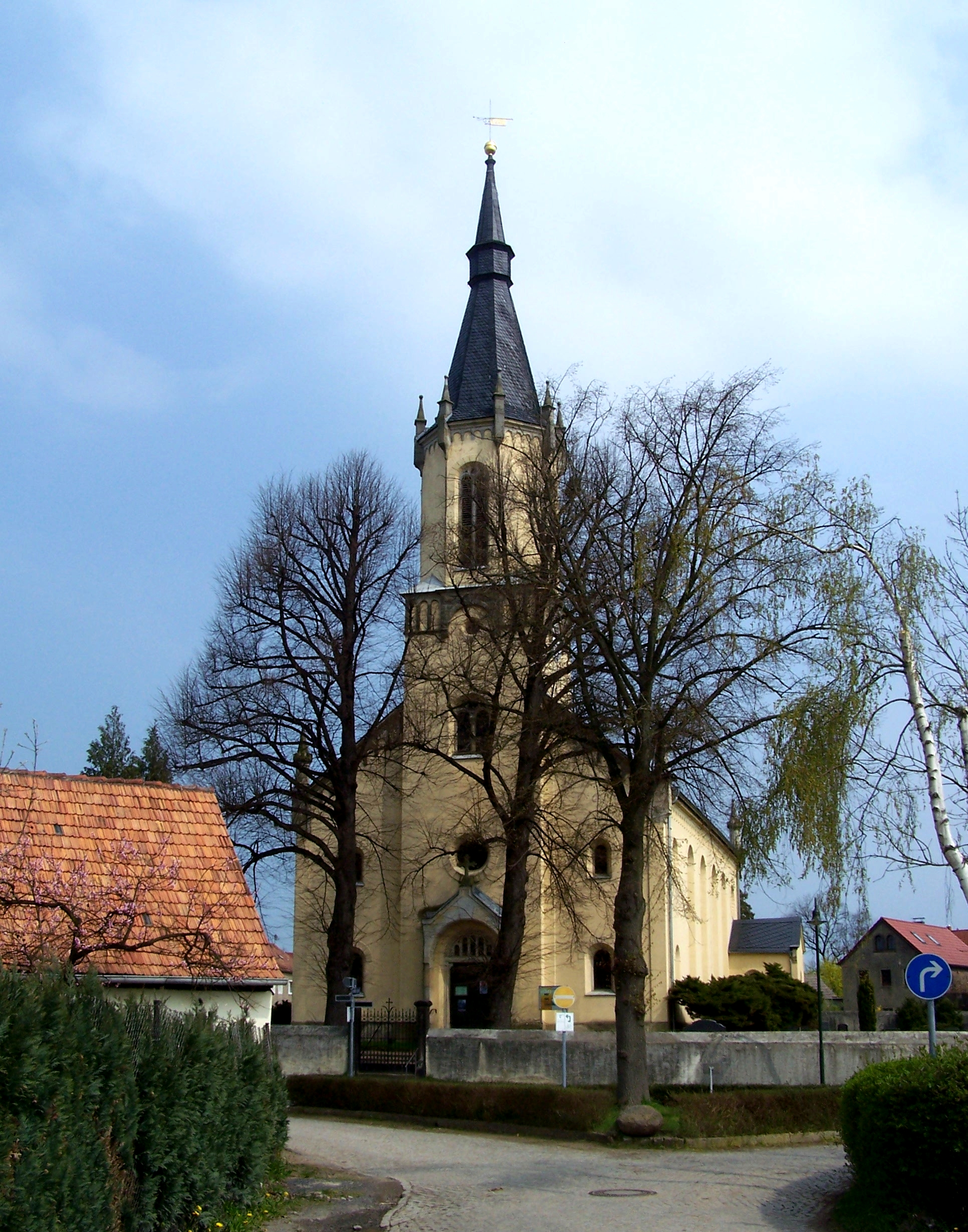
Kirche

Die Geschichte von Bärwalde beginnt mit der deutschen Ostexpansion im 11. und 12. Jahrhundert.
Bärwalde besteht seit über 600 Jahren. Der Name „Bärwalde“ wurde zum ersten Mal um 1403 in einer Urkunde genannt, der hier beschriebene Ort wurde in einer Urkunde aus dem Jahre 1406 erstmals zweifelsfrei benannt.
Die alte Kirche wurde wahrscheinlich um 1570 erbaut. Am 8. April 1866 fand der letzte Gottesdienst in der alten Kirche statt, da 1866/67 an gleicher Stelle eine neue Kirche gebaut und geweiht wurde.
Am 1. Januar 1974 wurde Bärwalde als Ortsteil nach Radeburg eingemeindet. Eine 1991 erbaute Fensterfabrik beschäftigt heute etwa 160 Mitarbeiter.

## Sehenswürdigkeiten
Bärwalde ist ein am Rande des Friedewaldes und des Moritzburger Teichgebiets gelegenes Waldhufendorf. Mehrere Dreiseithöfe mit recht gut erhaltenen Fachwerkbauten, hohen Torbögen und gepflegten Hausinschriften, Initialen usw. an Torsäulen und Schlusssteinen sind Zeugnisse von Jahrhunderten ländlicher Arbeit. Teilweise besteht noch Wasserversorgung durch Hofbrunnen.
Siehe auch: Liste der Kulturdenkmale in Bärwalde

## Tourismus
Nach Bärwalde verkehren Buslinien zwischen Dresden und Radeburg sowie zwischen Meißen und Radeburg.
Radtouristen erreichen Bärwalde vom Elberadweg aus über den Heinrich-Zille-Radweg, Wanderer über den Nationalen Fernwanderweg Ostsee-Saaletalsperren. Über diesen ist man auch mit dem touristisch gut erschlossenen Moritzburger Teichgebiet verbunden.